# 奥尔登堡地区胡德
奥尔登堡地区胡德（官方拼写为），简称胡德（德語：Hude，發音：[ˈhuːdə]），是德国下萨克森州奥尔登堡县的市镇，面积124.79平方千米，2023年12月31日人口为16,303人。